# Centruroides gracilis
El alacrán prieto (Centruroides gracilis) es una especie de escorpión.

## Distribución
La distribución nativa de esta especie se restringía a la parte norte de Mesoamérica, incluyendo México, Belice, Guatemala y Honduras. Sin embargo, ha sido introducido en otros países, como Cuba, Panamá, Colombia, Ecuador, Jamaica, Estados Unidos, Camerún, Gabón y en la isla canaria de Tenerife.